# Kepler-635
Kepler-635 (KOI-649, KIC 5613330) là một ngôi sao F7V với hệ hành tinh ngoài hệ mặt trời được phát hiện bởi kính viễn vọng không gian Kepler. Ngôi sao đầu tiên được cho là có thể biến đổi, nhưng sau đó được xác định là tĩnh.

## Hệ hành tinh
| Thiên thể đồng hành (thứ tự từ ngôi sao ra) | Khối lượng | Bán trục lớn (AU) | Chu kỳ quỹ đạo (day) | Độ lệch tâm | Độ nghiêng | Bán kính |
| ------------------------------------------- | ---------- | ----------------- | -------------------- | ----------- | ---------- | -------- |
| b                                           | —          | —                 | 23.4497±0.0001       | —           | —          | 2.6 R🜨   |